# Серапион из Катаньи
Серапион (погиб в 304 году) — священномученик из Катании. День памяти — 12 сентября.
Святой Серапион (Serapione di Catania) служил во времена святого Евпла, диакона, и пострадал 12 сентября 304 года вслед за ним вместе с 13 иными мучениками из Катании, включая свв. Магна и Секондина.